# Security descriptor
I security descriptor (in italiano: descrittori di sicurezza) sono strutture che forniscono informazioni di sicurezza per gli oggetti dei sistemi operativi Windows; questi oggetti sono identificati da un nome univoco.
I Security Descriptor possono essere associati ad ogni tipo di oggetto (file, cartelle, chiavi di registro e altro) e contengono anche informazioni sul proprietario dell'oggetto (l'utente creatore) e anche quali utenti possono avere accesso all'oggetto e in che modo (lettura, lettura/scrittura, esecuzione...).
È possibile modificare un Security Descriptor utilizzando vari strumenti come CACLS, uno strumento a riga di comando di Windows.